# Sinocyclocheilus qujingensis
Sinocyclocheilus qujingensis är en fiskart som beskrevs av Li, Mao och Lu 2002. Sinocyclocheilus qujingensis ingår i släktet Sinocyclocheilus och familjen karpfiskar. Inga underarter finns listade i Catalogue of Life.